# Kościół św. Katarzyny Aleksandryjskiej w Wilkowisku
Kościół św. Katarzyny Aleksandryjskiej w Wilkowisku – świątynia rzymskokatolicka w miejscowości Wilkowisko, w gminie Jodłownik, będąca kościołem parafialnym parafii pw. św. Katarzyny.
Kościół znajduje się na Małopolskim Szlaku Architektury Drewnianej.

## Historia
Obecna świątynia w Wilkowisku jest trzecią z kolei w tej wsi. Została zbudowana w latach 1917-1923, na wzór poprzedniej, która spłonęła w wielkim pożarze 28 stycznia 1916. Konsekracji dokonano 25 grudnia 1923.
W 1997 miał miejsce remont kościoła – największy od momentu jego budowy.

## Architektura
Kościół w Wilkowisku to świątynia drewniana, wzniesiona według zasad konstrukcji zrębowej, oszalowana poziomo. Posiada jedną nawę, z trójkątnie zamkniętym prezbiterium, do którego przylega zakrystia z dawną lożą kolatorską na piętrze. Do nawy przylegają: kaplica (od południa), kruchta (od północy) oraz przedsionek kwadratowej wieży (od frontu).
Siodłowy blaszany dach wieńczy wieżyczka na sygnaturkę z latarnią, zakończona baniastym hełmem.
Kościelna wieża wzniesiona jest na planie kwadratu. Podzielona jest na kilka kondygnacji przez odsadzkę i zadaszenia. Dwa najwyższe piętra zdobione są niewielkimi pilasterami i fryzem arkadowym. Całość wieńczy baniasty barokowy hełm.

## Wnętrze
Do kościoła prowadzą dwa wejścia z ozdobnymi nadprożami.
Wnętrze świątyni nakryte jest pozornym sklepieniem kolebkowym. Ściany pokrywa drewniana boazeria, która doskonale komponuje się z innymi drewnianymi elementami wyposażenia.
Ważne daty z życia parafii zostały wyrzeźbione nad wejściem z kościoła do zakrystii.

### Ołtarze
Ołtarz głównypochodzi ze starego kościoła w Limanowej. Wykonany jest w stylu późnego baroku. Znajduje się w nim rzeźba Najświętszej Maryi Panny z Lourdes oraz obraz Matka Boska Dobrej Opieki z początku XVIII wieku. W górnej części ołtarza znajduje się barokowy wizerunek patronki kościoła – św. Katarzyny Aleksandryjskiej.
Ołtarze bocznewykonane w stylu barokowym w latach 1926-1935 przez Antoniego Wróbla.
- ołtarz z obrazem Serce Jezusa
- ołtarz z wizerunkiem Matki Bożej Nieustającej Pomocy
- ołtarz z obrazem Święty Józef z Dzieciątkiem.

### Wyposażenie kościoła
W kościele znajduje się wiele interesujących elementów wyposażenia, w większości wykonanych z drewna:
- neobarokowa ambona z 1926,
- kamienna chrzcielnica z początku XX wieku,
- drewniane konfesjonały, wykonane przez Władysława Stolarza,
- obrazy Drogi Krzyżowej.